# 植野正明
植野 正明（うえの まさあき、1935年4月4日 - ）は、日本の地方公務員。東京都清掃局長や、東京都港湾局長、東京都副知事、東京ファッションタウン代表取締役社長、全国信用保証協会連合会会長などを歴任した。

## 人物・経歴
1959年千葉大学文理学部卒業、東京都入庁。1970年葛飾区総務部財務課長。1973年東京都総務局副主幹（特別区制担当）。1975年東京都中央卸売市場企画室副参事。1977年東京都総務局学事部学事第一課長。1979年東京都総務局行政部区政課長。1981年東京都総務局主幹、私立学校教育振興会事務局長。1983年東京都議会局調査部長。1985年東京都総務局同和対策部長。1987年東京都総務局総務部長。1990年東京都清掃局理事（廃棄物処理計画担当）。1991年東京都清掃局長。1993年東京都港湾局長。1995年東京都副知事。1999年副知事を退任し、東京港埠頭公社理事長職に専念し、大井コンテナふ頭の整備などにあたった。2002年から東京都信用保証協会理事長を務め、全国信用保証協会連合会会長も兼務した。東京ファッションタウン代表取締役社長、NHK大河ドラマ推進実行委員会特別顧問なども務めた。2006年瑞宝中綬章受章。

## 著書
- 『写真で振り返る東京の清掃事業』日報出版 2011年